# Alfred P. Sloan
Alfred Pritchard Sloan junior, född 23 maj 1875 i New Haven, Connecticut, USA, död 27 februari 1966, var från 1923 till 1937 ordförande för General Motors (GM). 

## Biografi
Efter examen år 1892 i elektroteknik vid Massachusetts Institute of Technology (MIT) blev Sloan ordförande vid en kullager-fabrik år 1899. Fabriken gick samman med United Motors Corporation som senare blev ett dotterbolag till GM. 1923 blev Sloan företagets VD efter att varit vice VD, sedan styrelseordförande år 1937. Sloan använde sig bland annat av finansiell statistik så som avkastning på investeringen för att hantera olika verksamheter. Under Sloans ledning blev GM världens största och mest lönsamma industriföretag.
Sloan har enligt tidskriften Buisness Week skrivit en av de mest inflytelserika böckerna inom organisation och ledarskap, My Years With General Motors, baserad på sina år inom GM.